# Gyúrói repülőtér
A Gyúrói repülőtér (LHGR) Pusztazámor és Gyúró között, az utóbbitól 2,5 kilométerre északkeletre fekszik. A repülőtér nem jöhetett volna létre Fejes Attila aktív szervező tevékenysége nélkül.

## További adatok
- A repülőtér honlapja:http://www.lhgr.hu/
- Megközelítés gépjárművel: Gyúró települést észak felől elhagyva a "Repülőtéri út"-on 2,5 km-t kell megtenni a repülőtérig.
- Füves sportrepülőtér, jogállása: magánrepülőtér
- Csak nappali VFR repülés folytatható
- Magasság: 195 méter (640 láb)
- Hívójel: Gyúró Info
- Frekvencia: 133.310 Mhz (123.3 MHz)

### Fejes Attila (Fejcsi) sportrepülő emlékére
- Született: 1969. 02. 13.
- Elhunyt: 2007. 06. 09.

"Attila más volt, mint a legtöbbünk. Folyton álmodott, majd az akadályokkal nem törődve azonnal hozzálátott a megvalósításhoz.
A repülésben legutolsó és legnagyobb álma a gyúrói repülőtér megteremtése és fejlesztése volt.
Fejcsinek minden egyes gyúrói fel- , vagy leszállás ennek az álomnak egy- egy kis megvalósulása volt. "
Emlékezzünk rá mindannyian, akiknek családtagja, barátja, vitorlázórepülő sporttársa, edzője, példaképe volt. Mindenkinek segített, nagy szíve volt. Végül a szíve vitte el...

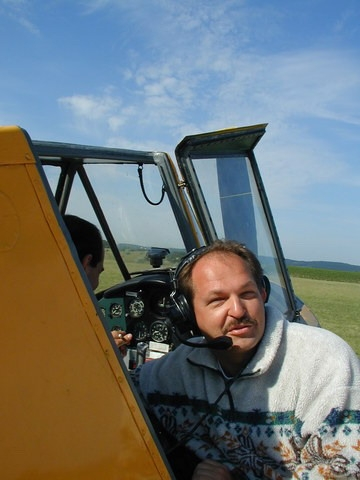
"Fejcsi"

Repüljön békében az angyalokkal!
"Elrepültek, messze szálltak
Soha vissza nem találtak
Hol vannak most. . Ki mondja meg.
Kószálnak a végtelenben. . .
A Tejúton megpihennek,
Aztán ismét továbbmennek.
Ha látni akarod Őket,

Nézd a csillagos mezőket. " 